# Sobolew (gmina)
Sobolew est une gmina (commune) rurale du powiat de Garwolin, dans la Voïvodie de Mazovie, dans le centre-est de la Pologne.
Son siège administratif  est le village de Sobolew, qui se trouve à environ 18 kilomètres à l'est de Garwolin (siège de la powiat) et à 71 kilomètres au sud-est de Varsovie (capitale de la Pologne).
La gmina couvre une superficie de 94,83 km2 pour une population de 8 312 habitants en 2006.

## Histoire
De 1975 à 1998, la gmina est attachée administrativement à la voïvodie de Siedlce. Depuis 1999, elle fait partie de la voïvodie de Mazovie.

## Géographie
La gmina inclut les villages et localités suivantes :
- Anielów
- Chotynia
- Chotynia-Kolonia
- Chrusty
- Drobina
- Emerytka
- Godzisz
- Gończyce
- Grabniak
- Kaleń Drugi
- Kaleń Pierwszy
- Karolinów
- Kobusy
- Kownacica
- Leonorów
- Mazurki
- Michałki
- Milanów
- Nowa Krępa
- Nowiny Sobolewskie
- Ostrożeń Drugi
- Ostrożeń Pierwszy
- Poręby
- Przyłęk
- Sobolew
- Sokół
- Teofilów
- Trzcianka
- Uśniak
- Walerków
- Wiktorzyn
- Zaprzytnica

### Gminy voisines
La gmina de Sobolew est voisine des gminy suivantes :
- Górzno
- Łaskarzew
- Maciejowice
- Trojanów
- Żelechów

## Structure du terrain
D'après les données de 2002, la superficie de la commune de Sobolew est de 94,83 km², répartis comme tel :
- terres agricoles : 70 %
- forêts : 24 %

La commune représente 7,38 % de la superficie du powiat. 

## Démographie
Données du 30 juin 2004 :
| description        | Total  | Total | Femmes | Femmes | Hommes | Hommes |
| ------------------ | ------ | ----- | ------ | ------ | ------ | ------ |
| Unité              | Nombre | %     | Nombre | %      | Nombre | %      |
| population         | 8 357  | 100   | 4 252  | 50,9   | 4 105  | 49,1   |
| Densité (hab./km²) | 88,1   | 88,1  | 44,8   | 44,8   | 43,3   | 43,3   |